# Albert Birkle
Albert Birkle, né le 21 avril 1900 à Berlin-Charlottenbourg (Royaume de Prusse) et mort le 29 janvier 1986 à Salzbourg, est un peintre et dessinateur allemand.